# Centrale thermique de Frimmersdorf
La centrale thermique de Frimmersdorf est une centrale thermique en Rhénanie-du-Nord-Westphalie, en Allemagne.